# 青川箭竹
青川箭竹（学名：Fargesia rufa）为禾本科箭竹属下的一个种。

## 扩展阅读
- 維基物種上的相關：青川箭竹